# Jonathan Rommelmann
Jonathan Rommelmann (Mülheim, 18 de dezembro de 1994) é um remador alemão, medalhista olímpico.

## Carreira
Rommelmann conquistou a medalha de prata nos Jogos Olímpicos de Verão de 2020 em Tóquio na prova de skiff duplo leve, ao lado de Jason Osborne, com o tempo de 6:07.29.